# Patrick Clervoy
Pour les articles homonymes, voir Clervoy.
Patrick Clervoy, né le 19 novembre 1958 à Longeville-lès-Metz (Moselle), est un médecin psychiatre français, professeur agrégé du Val-de-Grâce et ancien titulaire de la chaire de psychiatrie et de psychologie médicale appliquées aux armées. Il est spécialiste du stress et du traumatisme psychique.

## Biographie
Sa scolarité commença à Nice où il effectua sa maternelle. Après des études secondaires au Collège militaire de Saint-Cyr l'École, il poursuit ses études à l'École du service de Santé des Armées de Bordeaux, de 1977 à 1984.
Affecté au 41e RI, il effectue ses deux premières missions en République centrafricaine, lors de l'opération Épervier en 1986, avant de partir en Guyane en 1988. Il est ensuite affecté à l'Hôpital d'instruction des armées du Val-de-Grâce, et à l'École du Val-de-Grâce de 1989 à 1994. Patrick Clervoy est envoyé au centre hospitalier des armées Scrive à Lille de 1995 à 1997, puis de nouveau affecté à l'Hôpital d'instruction des armées du Val-de-Grâce de 1997 à 2002. Il effectue une mission en Bosnie-Herzégovine avec la SFOR en 1998. De 2002 à 2015, il travaille à l'Hôpital d'instruction des armées Sainte-Anne à Toulon. Il effectue une mission en Afghanistan, au cours de l'opération Pamir, en 2011. C’est d'ailleurs en Afghanistan, qu’il pense avoir trouvé les raisons de son engagement. En 2013, Patrick Clervoy effectue une dernière mission au Mali, au cours de l'opération Serval. Depuis 2015, de retour à la vie civile, Patrick Clervoy exerce la médecine libérale.

## Vie privée
Fils de Jean Clervoy, officier de l'Armée de l'air et pilote de chasse, et de Mireille Lemonde, Patrick Clervoy est le frère jumeau de Jean-François Clervoy, spationaute français à l'agence spatiale européenne.

## Carrière scientifique
Patrick Clervoy a été chef du service de psychiatrie de l'Hôpital d'instruction des armées Sainte-Anne. Il a été également chargé d’enseignement à l’École du Val-de-Grâce. Il a par ailleurs effectué des travaux de recherche sur le stress et les états post-traumatiques, en association avec l'Institut de recherche biomédicale des armées. Le professeur Clervoy a été membre du groupe de travail OTAN sur le stress et le soutien psychologique dans les opérations militaires modernes. Il a également été membre de la Société française de médecine des armées et membre titulaire de la Société médico-psychologique.
En 2007, Patrick Clervoy forge une notion, qu'il baptise le « syndrome de Lazare », qu'il imagine comme un dérèglement relationnel prolongé, entre une personne ayant traversé une épreuve traumatique intense et son environnement familial et professionnel proche. En 2009, il s'intéresse aux psychologues, médecins et psychiatres qui œuvrent sur le terrain, souvent dans l'urgence.
En novembre 2012, Patrick Clervoy livre son journal de bord, sur le vif, des dix semaines qu’il a passées à l’hôpital militaire de Kaboul. L'ouvrage est primé l'année suivante.
En 2013, Patrick Clervoy explore les forces obscures qui, quel que soit le degré de civilisation, font de chaque être humain, un bourreau en puissance. À partir des travaux de Solomon Asch, de ceux de Stanley Milgram et ceux de Philip Zimbardo, Clervoy montre les mécanismes inconscients de la violence collective, de la Saint Barthélémy à la prison d'Abu Ghraïb, du génocide arménien à la guerre du Vietnam, des femmes tondues à la Libération au nettoyage ethnique en Ex-Yougoslavie, de la tauromachie aux bizutages. Cet ouvrage a été primé en 2014.
En 2018 il publie une étude sur les phénomènes à l’œuvre dans la guérison, particulièrement la dimension peu exploitée de la force vitale telle que l'avait décrite, dès le XIXe siècle Charles Lasègue et qui avait été à l'origine du mouvement vitaliste en médecine.

## Décorations
- Chevalier de la Légion d'honneur[10] ;
- Officier de l'ordre national du Mérite[11] (chevalier en 1998);
- Chevalier de l'ordre des Palmes académique ;
- Croix du combattant
- Médaille d'Outre-Mer avec agrafe "République centrafricaine" ;
- Médaille de la Défense nationale ;
- Médaille d'honneur du service de santé des armées ;
- Médaille de reconnaissance de la Nation ;
- Médaille commémorative française avec agrafes "Ex-Yougoslavie" et "Afghanistan" ;
- Médaille de l'OTAN pour l'ex-Yougoslavie (SFOR) ;
- Médaille de l'OTAN pour l'Afghanistan (ISAF).

## Rubans
|  |  |  |
|  |  |  |
|  |  |  |
|  |  |  |

## Publications

### Ouvrages
- Henri Ey - Cinquante ans de psychiatrie en France,  éd. Les empêcheurs de penser en rond, 1997.
- Petits moments de l’histoire de la psychiatrie en France (avec Maurice Corcos),  éd. EDK, 2005.
- Le syndrome de Lazare - Traumatisme psychique et destinée,  éd. Albin Michel, 2007.
- Les PSY en intervention,  éd. Doin, 2009.
- Dix semaines à Kaboul - Chroniques d'un médecin militaire,  éd. Steinkis, 2012.

- Prix Jacques-de-Fouchier de l’Académie française 2013.
- L'effet Lucifer : du décrochage du sens moral à l'épidémie du mal : des bourreaux ordinaires, Paris, CNRS éditions, octobre 2013, 328 p. (ISBN 978-2-271-07670-0, OCLC 862707922)
- Traumatismes et blessures psychiques, éd. Lavoisier Médecine Sciences, 2016.
- Tous choqués (co-écrit avec Anne-Isabelle Tollet)  éd. Tallandier, 2016
- Les pouvoirs de l'esprit sur le corps, éd. Odile Jacob, 2018
- Au bord du monde : journal d'un médecin militaire en Afghanistan, roman graphique avec Samuel Figuière, éd. Steinkis, mai 2019  (ISBN 978-2368462669)
- Vérité ou mensonge, La docilité au mensonge des autres, éd. Odile Jacob, février 2021  (ISBN 9782738152558)[12],[13]
- Le Hasard enchanté et les forces de l'espoir, éd. Odile Jacob, septembre 2022  (ISBN 2415002968)[14],[15]
- Frères d'armes : Médecin militaire en opérations extérieures, éd. Odile Jacob, février 2024  (ISBN 2415007609)[16],[17]

### Articles
- « Spécificités françaises » in  Le patriotisme, Inflexions, vol. 26, no. 2, 2014, pp. 37-41.

### Contributions à des ouvrages
- Les suppliciés de la Grande Guerre, dans La folle histoire des idées folles en psychiatrie (dir Boris Cyrulnik et Patrick Lemoine) éd. Odile Jacob 2016
- L'entrée en dissidence, dans Le soldat XXe – XXIe siècle (dir François Lecointre) éd. Gallimard coll. Folio histoire 2018